# Святой Себастьян (Рафаэль)
«Святой Себастьян» — одна из ранних работ итальянского художника эпохи Возрождения Рафаэля Санти. На картине изображён мученик III в. Себастьян.

## Описание
Святой Себастьян изображён в половину роста как прекрасный, роскошно одетый молодой человек. Он держит в руке стрелу, символ своей мученической смерти. Мизинец изящно изогнут. Его голова немного наклонена, он выглядит спокойным, мечтательным, возможно немного грустным.
Эта картина, как большинство ранних работ Рафаэля, создана под влиянием Перуджино. На ней заметны следы изменения замысла: по мнению некоторых исследователей, волосы Себастьяна сначала были короткими.
Рафаэль использует необычную композицию для одного из наиболее часто изображаемых христианских святых и мучеников. Традиционно для того времени Себастьяна изображали в полный рост, в виде юноши с повязкой на бёдрах, привязанного к столбу и пронзённого стрелами.